# 다티스카속
다티스카과는 박목에 속하는 속씨식물의 과로, 유일속인 다티스카속(Datisca)에 2종을 포함하고 있다. 이전에는 옥토멜레스속(Octomeles)과 테트라멜레스속(Tetrameles)을 포함했으나, 이제 이 두 속은 테트타멜레스과으로 분류한다.
다티스카과는 가는 초본식물이며, 잎은 어긋나기를 하며 날개 꼴 배열을 한다.

## 종
다티스카속(Datisca)은 2종을 포함하고 있다. 한 종은 아시아에, 나머지 한 종은 북아메리카에 자생한다.
다티스카 칸나비나(Datisca cannabina)는 크레타와 터키부터 히말라야산맥(네팔과 같은 먼 동쪽까지)까지 지역에 걸쳐 발견된다. 키는 약 2m까지 자라며, 5월에서 8월까지 작고 노란 꽃이 핀다. 모양이 삼처럼 보인다. 북아메리카 종, 다티스카 글로메라타(Datisca glomerata)는 캘리포니아와 네바다 주에서 자생한다.